# Monaster Świętych Borysa i Gleba w Turowie
Monaster Świętych Borysa i Gleba – prawosławny męski klasztor w Turowie, działający między XII a XVI stuleciem. 
Klasztor został ufundowany w XII w. Była to pierwsza rezydencja prawosławnych biskupów turowskich. Z monasterem związani byli święci Laurenty, Cyryl i Marcin Turowscy, którzy w różnych okresach prowadzili w nim życie pustelnicze. Klasztor został zniszczony przez Tatarów w 1390 i nigdy nie odzyskał początkowej świetności. Przed 1521 mnisi ponownie osiedlili się na jego miejscu, jednak i tym razem wspólnota uległa rozproszeniu po najeździe tatarskim. W XIX w. na miejscu zajmowanym niegdyś przez monaster wzniesiono cerkiew Wszystkich Świętych. 
Monaster Świętych Borysa i Gleba mógł być miejscem pochówku św. Cyryla Turowskiego.